# Bärenkrebse

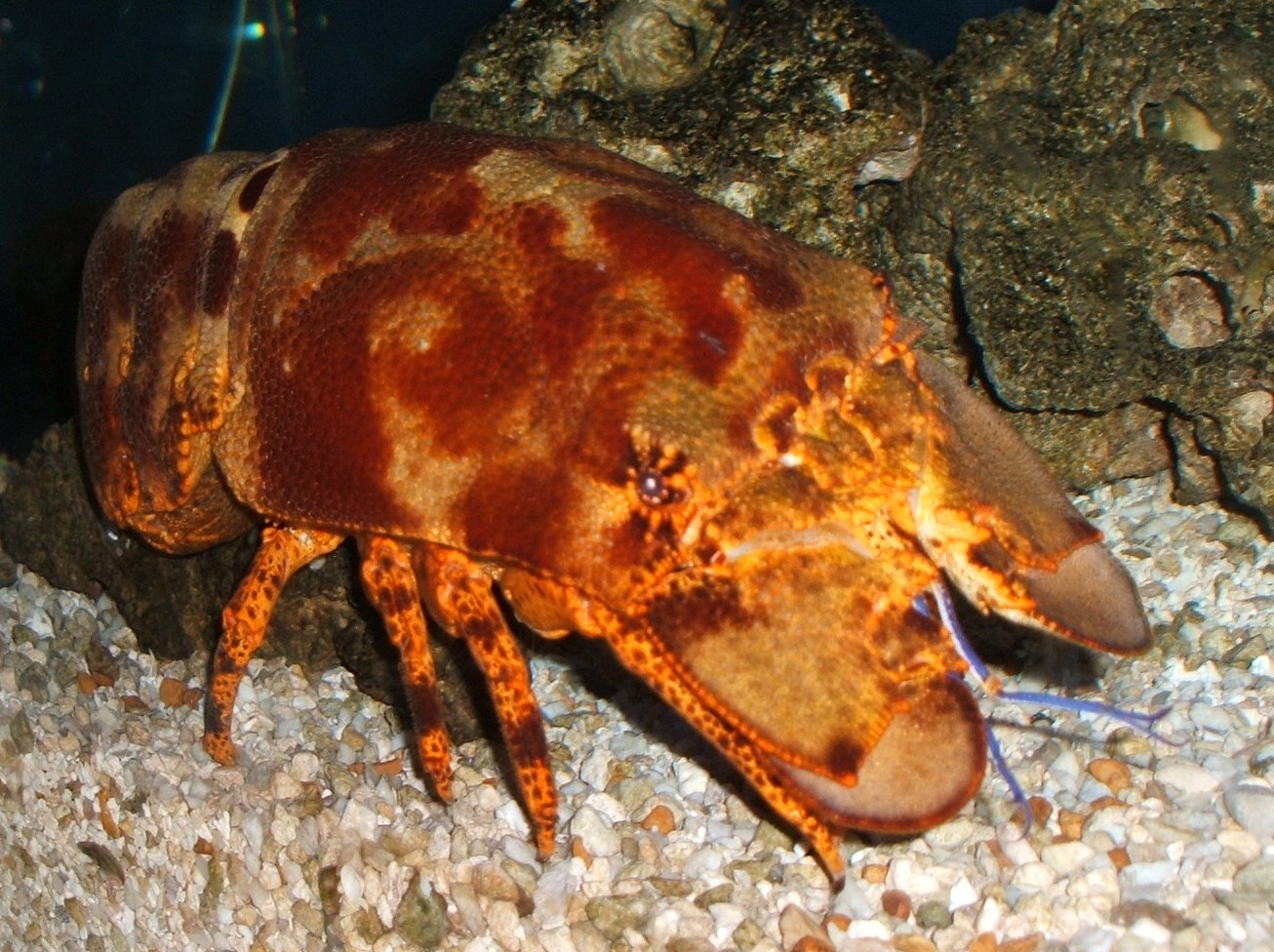
Parribacus antarcticus

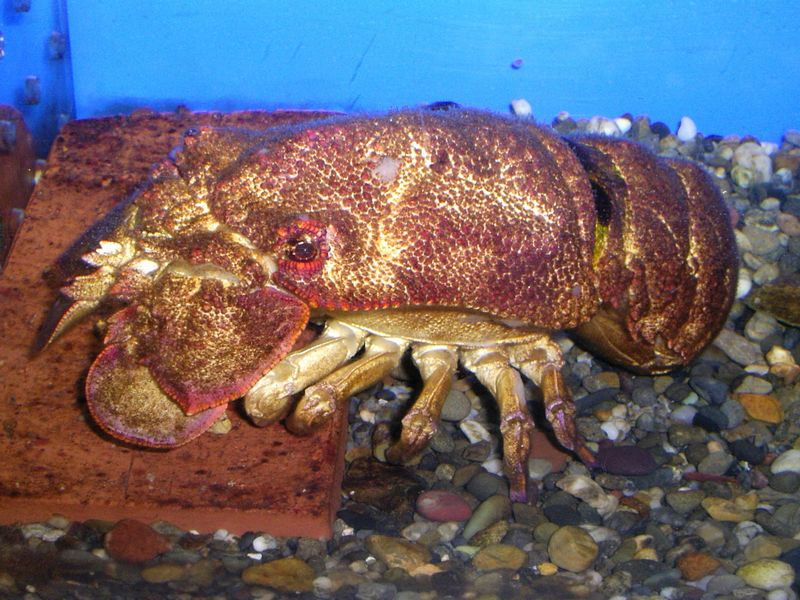
Scyllarides squammosus

Bärenkrebse (Scyllaridae) sind eine Familie der Achelata innerhalb der Zehnfußkrebse (Decapoda). Sie umfasst 98 Arten, wovon 13 nur fossil bekannt sind. Charakteristisches Merkmal ist das schaufelartig geformte zweite Antennenpaar.

## Merkmale
Der Carapax der Bärenkrebse ist meist abgeplattet und hat immer eine deutliche seitliche Kante. Auf dem Carapax können sich diverse Furchen, Grate oder Zähne befinden, er ist gewöhnlich stark granuliert. Das Rostrum ist eher klein und vom „Antennular Somit“ überdeckt. Die Augen befinden sich in Augenhöhlen, die sich nahe der vorderen Kante des Carapax befinden.
Das erste abdominale Somit hat nur sehr kurze Pleura, die des zweiten sind die größten aller Pleura. Rückenseitig besitzen die Somite eine quer verlaufende Furche. Das Telson ist zweigeteilt. Der vordere Bereich ist kalzifiziert und weist die auch für Carapax und Abdomen typische Oberfläche auf. Der hintere Bereich ist häutchenartig und mit zwei längs verlaufenden Furchen versehen.
Die drei Segmente der Basis des ersten Antennenpaares (antennular peduncle) sind zylindrisch, die Geißeln sind relativ kurz. Das vierte Segment des zweiten Antennenpaares ist stark vergrößert, breit und flach sowie meist mit Zähnen an seinem äußeren Rand versehen. Das letzte Segment, das bei anderen Zehnfußkrebsen die lange Antenne bildet, ist stark verkürzt und ebenfalls breit und flach. Diese beiden Segmente bilden die für Bärenkrebse typischen schaufelförmigen Antennen.
Die ersten vier Paare der Schreitbeine besitzen keine Scheren, weshalb die Bärenkrebse zu den Achelata gezählt werden. Am ersten Segment des Abdomens befinden sich keine Schwimmbeine.

## Verbreitung
Die nachtaktiven Tiere leben in allen tropischen und subtropischen Meeren. Im Mittelmeer gibt es zwei Arten, den bis zu zehn Zentimeter langen Kleinen Bärenkrebs (Scyllarus arctus) und den etwas über 30 Zentimeter lang werdenden Großen Bärenkrebs (Scyllarus latus).

## Taxonomie und Systematik
Bereits Aristoteles erwähnte in der Historia Animalium Bärenkrebse mit der Bezeichnung „arctus“. Carl von Linné benannte im Jahr 1758 alle seiner Zeit bekannten Bärenkrebse als Cancer arctus. Johann Christian Fabricius beschrieb die Gattung Scyllarus im Jahr 1775. Nach diesem Gattungsnamen benannte im Jahr 1825 Pierre André Latreille die Familie der Bärenkrebse als Scyllaridae.
Innerhalb der Achelata sind die Bärenkrebse wohl ein basales Taxon und somit Schwestergruppe zu den Langusten und Pelzlangusten.
Die Bärenkrebse werden in vier Unterfamilien und 22 Gattungen wie folgt unterteilt:
- Arctidinae Holthuis, 1985
  - Arctides Holthuis, 1960a
  - Scyllarides Gill, 1898
- Ibacinae Holthuis, 1985
  - Evibacus Smith, 1869a
  - Ibacus Leach, 1815
  - Parribacus Dana, 1852a
- Scyllarinae Latreille, 1825a
  - Acantharctus Holthuis, 2002
  - Antarctus Holthuis, 2002
  - Antipodarctus Holthuis, 2002
  - Bathyarctus Holthuis, 2002
  - Biarctus Holthuis, 2002
  - Chelarctus Holthuis, 2002
  - Crenarctus Holthuis, 2002
  - Eduarctus Holthuis, 2002
  - Galearctus Holthuis, 2002
  - Gibbularctus Holthuis, 2002
  - Petrarctus Holthuis, 2002
  - Remiarctus Holthuis, 2002
  - Scammarctus Holthuis, 2002
  - † Scyllarella Rathbun, 1935
  - Scyllarus Fabricius, 1775
- Theninae Holthuis, 1985
  - Thenus Leach, 1816a

Ohne Zuordnung zu einer Unterfamilie:
- - † Palibacus Förster, 1984